# NM-Methode
Die NM-Methode ist eine intuitive Kreativitätstechnik. Sie wurde von dem japanischen Physiker Nakayama Masakazu entwickelt, dessen Initialen der Technik ihren Namen gaben. 

## Beschreibung
Die Basis dieses Vorgehenskonzepts sind bestimmte Vorstellungen über die Gehirnfunktionen und -prozesse. Es wird davon ausgegangen, dass im Gedächtnis verhaftete Bilder wesentliche Anregungen für neue Ideen sind, denn nur über Bilder (nicht über Worte) ließen sich Erfahrungen und damit anregende Analogien transportieren. Problemrelevante Bilder sollen aus dem Gedächtnis hervorgerufen und verarbeitet werden. Das Grundprinzip ist das der Analogie. Diese Analogien werden als bildhafte Vorstellungen eingebracht, analysiert und als Lösungsansätze ausgestaltet und konkretisiert.

## Durchführung
1. Key Word (KW): Zusammenstellung von Schlüsselbegriffen oder einer kurzen Phrase, die das Problem beschreibt.
2. Question Analogy (QA): Bildung von Analogien (vorzugsweise aus der Natur) zum Problem. Dieser Schritt ist vergleichbar mit einer umgekehrten Bionik.
  - Die zentrale Frage lautet: „Gibt es etwas Vergleichbares in der Natur?“
3. Question Background (QB): Analyse der einzelnen Analogien. Dabei werden vor allem im Hintergrund wirkende Zusammenhänge, Prinzipien und Mechanismen betrachtet.
  - Zentrale Fragen können lauten: „Wie ist das aufgebaut?“, „Wie läuft das ab?“, „Welche speziellen Effekte wirken?“
4. Question Concept (QC): Ableitung von Ideen aus den Analogien und Wirkungszusammenhängen und möglichst bildhafte Darstellung als Problemlösungsansätze.
5. Question Development (QD): Kombination, Vertiefung und kreative Ausgestaltung der Problemlösungsideen.